# Sáska
Sáska là một thị trấn thuộc hạt Veszprém, Hungary. Thị trấn này có diện tích 37,47 km², dân số năm 2010 là 264 người, mật độ 7 người/km².